# Abram Rabinóvitx
Abram Rabinovitx (Rabinovich, Rabinowitsch, Rabinovitch, Rabinovitz, Rabinowicz, Rabinovici) (nascut el 1878 – mort el 7 de novembre de 1943, a Moscou) fou un jugador d'escacs jueu nascut a Vílnius (llavors Imperi Rus, actualment Lituània).

## Resultats destacats en competició
El 1903, empatà als llocs 11è-12è a Kiev (3r Torneig de Mestres de Totes les Rússies, el campió fou Mikhaïl Txigorin). El 1908, fou 19è a Praga (campions: Oldřich Duras i Carl Schlechter). El 1909, empatà als llocs 2n-3r a Vílnius (6è Campionat rus; el campió fou Akiba Rubinstein). El 1911, empatà als llocs 19è-21è al fortíssim torneig de Carlsbad (el campió fou Richard Teichmann). El 1912, fou 10è al Campionat rus a Vílnius (campió: Aleksandr Alekhin).
Durant la I Guerra Mundial, va anar a viure a Moscou. Allà, el 1916 empatà als llocs 4t-5è, el 1918. El 1920 empatà als llocs 5è-7è al 1r Campionat soviètic (el campió fou Aleksandr Alekhin). El 1922/23 fou 10è al campionat de la ciutat de Moscou. El 1924, fou 12è al 3r Campionat soviètic, a Moscou (el campió fou Iefim Bogoliúbov). El mateix any fou 10è al 5è Campionat de Moscou. El 1925, empatà als llocs 9è-10è a Leningrad (4t Campionat soviètic; el campió fou Bogoliúbov). El 1925, fou 4t a Moscou (campió: Alexander Sergeev). El 1926, guanyà el campionat de Moscou. El 1927, empatà als llocs 7è-9è a Moscou (campió: Nicolai Zubarev). El 1930, quedà campió a Moscou.

## Partides destacades
- Abram Rabinovitx vs Aleksandr Alekhin, Carlsbad 1911, Defensa Caro-Kann, Variant de l'avenç, B12, 1-0
- Alexander Ilyin-Zhenevsky vs Abram Rabinovitx, Moscow 1920, 1r URS-ch, Ruy Lopez, Defensa Morphy, Variant Anderssen, C77, 0-1
- Abram Rabinovitx vs Sergey von Freymann, Moscow 1924, 3r URS-ch, Obertura Zukertort, Variant holandesa, A04, 1-0